# La Lune rousse
Pour les articles homonymes, voir Lune rousse.
Le Logiz de la lune rousse, plus connu sous son nom abrégé La Lune rousse, est un célèbre cabaret parisien, fondé en 1904 et disparu en 1964. Il a connu différents emplacements durant son existence.

## Histoire

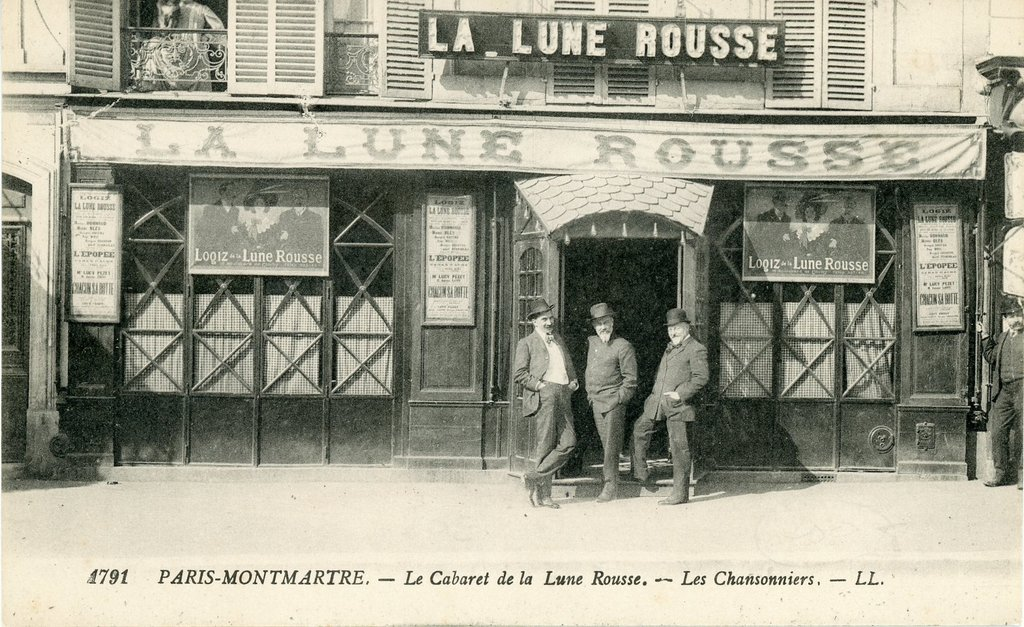
La Lune rousse, boulevard de Clichy, en 1904.

En 1891, le chansonnier Numa Blès fonde en collaboration avec Théodore Flaville  à Marseille le cabaret La Lune rousse. Installé à Paris et associé à Dominique Bonnaud, il ouvre un établissement du même nom au 36 boulevard de Clichy dans le 18e arrondissement en novembre 1904 (où se trouve aujourd'hui le théâtre de Dix Heures) spécialisé dans la revue et le tour de chant. 
L'établissement est transféré en 1914 au 58 rue Pigalle, à l'emplacement du cabaret le Tréteau de Tabarin, ouvert en 1895 dans l'ancien hôtel de l'amiral Duperré par Maurice Ropiquet et Henri Fursy et où se sont produits à leurs débuts Blès et Bonnaud. En froid avec son associé, Fursy part en 1899 créer La Boîte à Fursy dans l'ancien cabaret du Chat noir, 12 rue Victor-Massé, avant de revenir comme seul maître à bord en 1901 sous l'appellation « Tréteau de Tabarin - La Boîte à Fursy », puis seulement La Boîte à Fursy. Le théâtre Doré, dirigé par Henri Léoni, lui succède en 1913. 

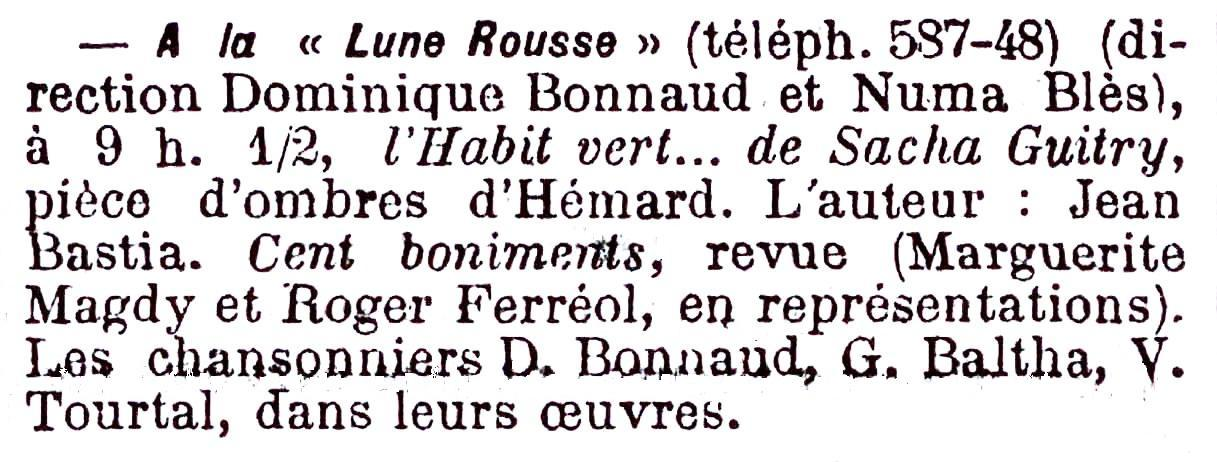
Programme de La Lune rousse en 1913.

Dominique Bonnaud dirige le nouvel établissement en collaboration avec le chansonnier Georges Baltha, puis avec Léon Michel, lequel reste seul à partir des années 1930, aux commandes de cette « Comédie-Française de la chanson ». S'y produisent entre autres René Dorin, René Sarvil, Pierre Dac ou encore Suzy Solidor. 
A la Libération, le chansonnier et dramaturge Jean Marsac reprend les rênes de l'établissement, son précédent directeur, Martini, ayant été écarté pour collaboration et en assure le succès jusqu'à la fin des années 1950 où le cabaret est transféré 58, rue Victor-Massé jusqu'à sa fermeture définitive en 1964.

## Répertoire
- 1938 : Revue de la Lune rousse avec Loulou Hégoburu, Fred Mélè et Adrien Adams [11]
- 1962 : Kikouakess, revue d'Edmond Meunier, Charles Bernard, André Rochel, Raymond Baillet et Pierre Cadot[12]

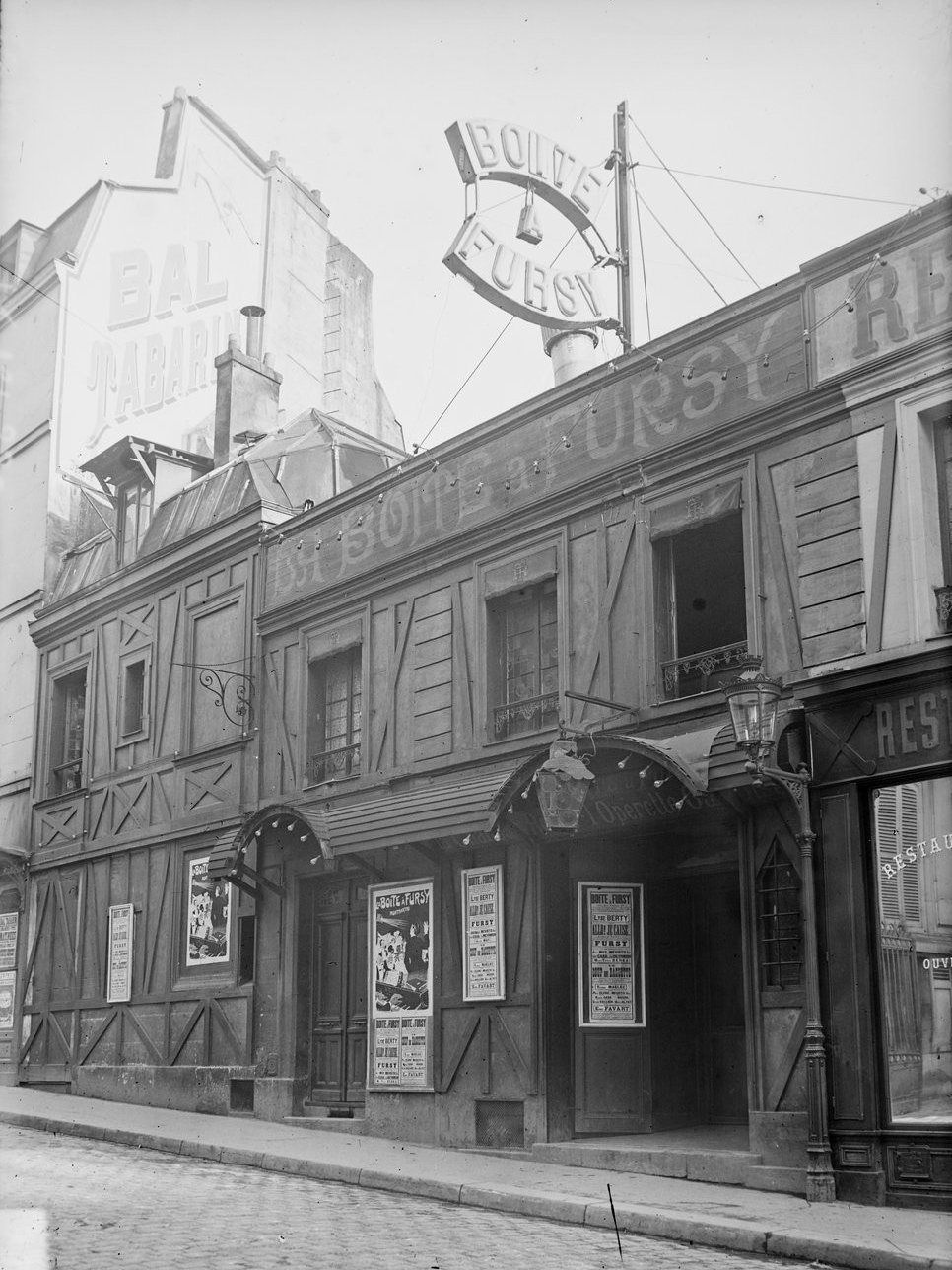
Façade de la Boîte à Fursy rue Pigalle (1909).

## Publications

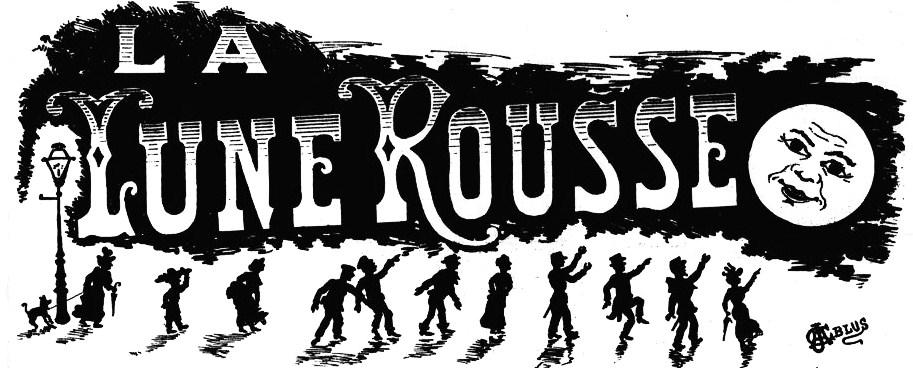
Frontispice du journal La Lune Rousse édité à Marseille.

La Lune rousse a également été le nom de plusieurs périodiques : 
- La Lune rousse, hebdomadaire satirique créé par André Gill et paru de 1876 à 1880[13] ;
- La Lune rousse, hebdomadaire satirique, littéraire et illustré créé par Théodore Flaville et paru de 1893 à 1894 à Marseille et ayant absorbé la revue Le Tabarin[14],[15] ;
- La Lune rousse, mensuel paru de 1904 à 1910[16] ;
- La Lune rousse, journal féministe paru de 1977 à 1982 à Toulouse.

### Articles liés
- Cabaret des Quat'z'Arts
- Chansonnier